# Договор о космосе
Договор о космосе (полное официальное название: Договор о принципах деятельности государств по исследованию и использованию космического пространства, включая Луну и другие небесные тела) — межправительственный документ.
Является основой международного космического права. Договор подписали Соединённые Штаты Америки, Великобритания и Советский Союз 27 января 1967 года, вступил в силу 10 октября 1967 года. По состоянию на 2025 год 117 стран являются государствами-участниками договора, а ещё 23 подписали договор, но не завершили ратификацию.
Договор о космосе определяет основные правовые рамки международного космического права. Включает в себя 17 статей, раскрывающих основы юридического статуса космического пространства. Среди принципов: запрет для государств-участников размещения ядерного оружия или любого другого оружия массового уничтожения на орбите Земли, установки его на Луне или любом другом небесном теле, или на станции в космическом пространстве. Этот договор ограничивает использование Луны и других небесных тел только мирными целями и прямо запрещает их использование для испытания любого рода оружия, проведения военных манёвров или создания военных баз, сооружений и укреплений. Тем не менее договор не запрещает размещение обычных вооружений на орбите. Также в договоре указано, что ни одно государство не может предъявлять претензию на владение космическим телом или его частью, а суверенитет государств распространяется только на непосредственно запущенные ими космические объекты.